# Ели Дикомен
Ели Дикомен (енгл. Élie Ducommun; Женева, 19. фебруар 1833 — Берн, 7. децембар 1906) био је швајцарски мировни активиста. Био је нобеловац, добио је 1902. Нобелову награду за мир коју је поделио са Шарлом Албером Гобом.

## Биографија
Рођен је 19. фебруар 1833. у Женеви. Радио је као тутор, наставник језика, новинар и преводилац у швајцарској савезној канцеларији (1869—1873). Године 1867. помагао је у оснивању Лиге мира и слободе, мада је наставио да ради на другим функцијама, укључујући и као секретар у компанији од 1873. до 1891. Те године, био је именован за директора новоформиране Међународне канцеларија за мир, прве невладине међународне мировне организације са седиштем у Берну. Одбио је да прихвати плату за ту функцију, наводећи да жели да служи у том својству искључиво из идеализма.
Његове оштре организационе способности осигурале су успех групе. Добио је Нобелову награду за мир 1902, а био је директор те организације до своје смрти 1906. Умро је 7. децембра у Берну.